# Hartertula
Hartertula là một chi chim trong họ Bernieridae.

## Các loài
- Hartertula flavoviridis